# IFA F9
La IFA F9 è un'autovettura di fascia medio-bassa prodotta dal 1950 al 1956 dalla Casa automobilistica tedesco-orientale IFA.

## Storia e profilo

### Genesi e debutto
La fine della Seconda Guerra Mondiale vide il frazionamento della Germania in quattro zone, delle quali quella orientale passò sotto il controllo dell'autorità sovietica. Quest'ultima, passando al setaccio tutte le aziende e le fabbriche presenti nel territorio, ne requisì i macchinari ritenuti utili per il proprio sviluppo industriale e li trasferì in territorio sovietico, requisì tutti i documenti ed i progetti, mentre i capannoni furono riutilizzati e in qualche caso riorganizzati, per avviare nuovamente l'attività industriale in loco. Quanto descritto avvenne anche nel caso degli stabilimenti appartenuti all'Auto Union prima della guerra, ed in particolare i due siti produttivi di Zwickau (ex-Audi ed ex-Horch) entrarono a far parte di un conglomerato industriale denominato Industrieverband Fahrzeugbau (IFA), che si sarebbe dedicato alla produzione di veicoli di vario genere, dalle motociclette ai camion. Il primo modello di autovettura introdotto con marchio IFA fu la F8, clone della vecchia DKW F8. Ma fu chiaro che sarebbe occorso qualcosa di più moderno.
Poiché tra i vari progetti Auto Union rinvenuti dalle autorità sovietiche vi fu anche quello relativo al prototipo F9 ed al suo motore tricilindrico (la F9, nei programmi pre-bellici della DKW, avrebbe dovuto essere lanciata nel 1940 se non fosse stato per l'avvento della guerra), la strada parve spianata per l'avvio della produzione automobilistica in Germania Orientale. Per questo motivo, le fasi di progettazione e di sviluppo del nuovo modello IFA avvennero in tempi brevissimi. Per contro, fu proprio per la mancanza del progetto relativo al motore tricilindrico, che in Germania Occidentale la ricostituita Auto Union GmbH fu costretta a ripiegare sul vecchio bicilindrico di origine F8 per la sua F89. Avviato nel 1947, il progetto F9 si concretizzò già nel 1948 con l'esposizione del prototipo al Salone di Lipsia. Furono necessari però altri due anni e mezzo per affinare l'estetica, eseguire delle prove su strada per la messa a punto ed apportare le necessarie migliorie.
Il debutto commerciale avvenne nel mese di ottobre del 1950: nacque così la IFA F9.

### Caratteristiche
In quanto scaturita dal progetto che a suo tempo portò alla realizzazione del prototipo F9, la IFA F9 ne riprese la carrozzeria aerodinamica (caratterizzata da un Cx pari a 0.42), come anche la F89 nello stesso periodo. Realizzata presso l'ex-stabilimento Horch di Zwickau (ribattezzato come VEB Horch Kraftfahrzeug- und Motorenwerke Zwickau), la IFA F9 presentò un frontale differente rispetto a quello della "sorella" occidentale, a causa del diverso disegno della calandra, che nel modello orientale era divisa verticalmente in tre parti che incorporavano altrettante griglie dai listelli orizzontali e più fitti che non nella F89. Il parabrezza era diviso in due parti esattamente come nel prototipo, ma non come nella F89, dove invece era in un pezzo unico.
La IFA F9 condivise la meccanica con l'omonimo prototipo (ed anche con la F89 di Ingolstadt), a sua volta un'evoluzione di quello pre-bellico utilizzato per la F8, dal quale si differenziava per la presenza di un impianto frenante di tipo idraulico a quattro tamburi. Ma la vera novità introdotta fu il già menzionato tricilindrico DKW che però, per ironia della sorte, non poté essere montato proprio dalla Casa che lo aveva progettato e realizzato a causa delle vicissitudini descritte in precedenza. Tale motore, della cilindrata di 900 cm³, erogava una potenza massima di 28 CV, sufficienti per spingere la vettura ad una velocità massima di 110 km/h. Il motore veniva costruito presso l'ex-fabbrica Wanderer di Chemnitz. Per il resto, la vettura era equipaggiata con un cambio manuale a 4 marce (mentre la F89 montava ancora un cambio a 3 marce) e sospensioni a ruote indipendenti davanti e ad assale rigido oscillante dietro.

### Evoluzione della gamma

#### I primi anni

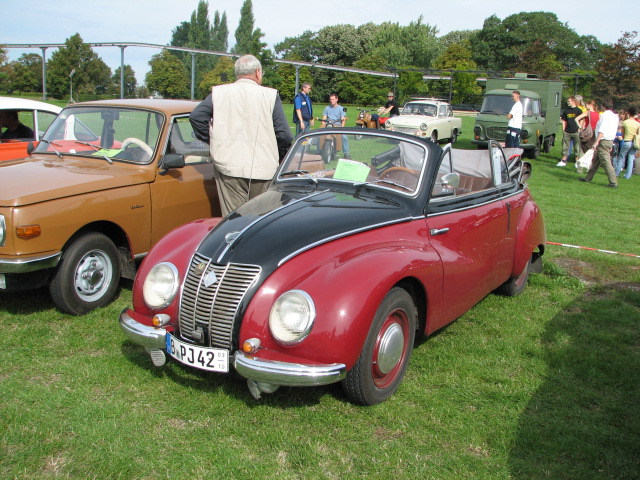
Una F9 Cabriolet, qui nella versione prodotta ad Eisenach (o 309/2)

La produzione fu avviata presso l'ex-stabilimento Audi di Zwickau, ora ridenominato VEB Kraftfahrzeugwerk Audi Zwickau, mentre per quanto riguarda il prezzo al pubblico, esso fu di 13.200 marchi DDR per la berlina e 14.900 per la cabriolet. Prevista anche per l'esportazione nei Paesi dell'Europa occidentale, la IFA F9 doveva fronteggiare rivali differenti sui due versanti europei. A occidente, prima di tutto dovette vedersela con la "gemella" F89 ed il Maggiolino della Volkswagen, mentre nel blocco est ebbe invece come concorrenti modelli noti solo in quei Paesi, come la Škoda 1101 Tudor.
Inizialmente le vendite, a causa del periodo assai difficile dal punto di vista economico, andarono a rilento: tralasciando il 1950 che fece registrare numeri ridotti soprattutto per via del fatto che la IFA F9 fu lanciata ad ottobre (a titolo di curiosità furono 239 gli esemplari prodotti dal lancio fino alla fine del 1950), nel 1951 si produssero solo 723 esemplari, che salirono a 901 nel 1952. Nel frattempo, però, si ebbero alcune novità: nel 1951 al Salone di Lipsia fu esposto il prototipo della versione cabriolet a 4 posti. L'anno seguente fu presentata e lanciata sul mercato la versione definitiva, la cui carrozzeria aperta fu costruita presso quella che prima della guerra fu conosciuta come carrozzeria Gläser e che dopo la divisione della Germania in due blocchi fu ribattezzata VEB Karosseriewerk Dresden.

#### La EMW 309
Nel febbraio del 1953 l'assemblaggio fu dirottato ad Eisenach, presso l'ex-stabilimento BMW riaperto nel dopoguerra con la denominazione di VEB Automobilwerk Eisenach. Questo perché si decise di adibire lo stabilimento di Zwickau alla produzione di un nuovo modello, la AWZ P70, destinata a sostituire la IFA F8. Pertanto gli esemplari prodotti a Zwickau nel 1953 furono solamente 13. 

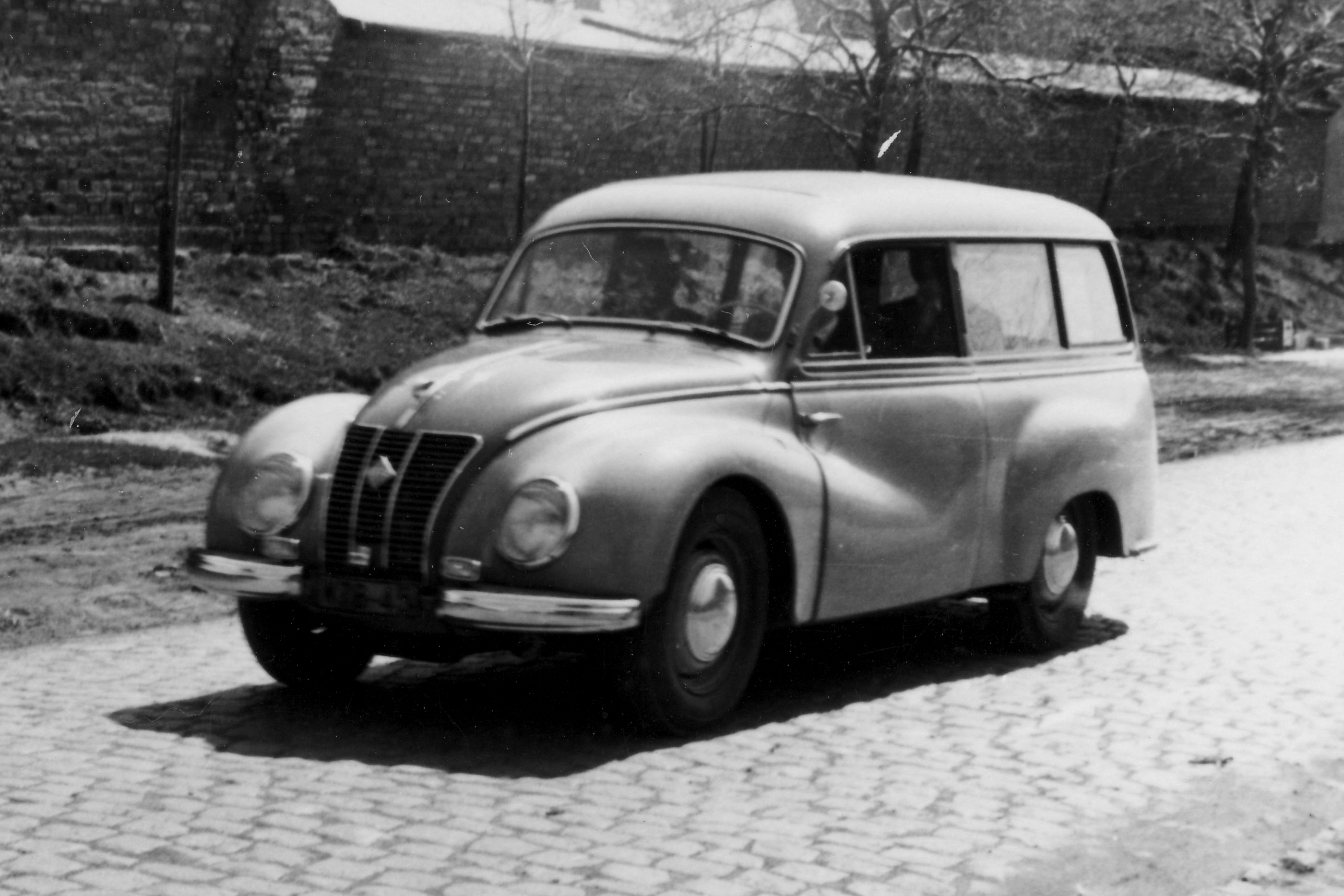
Una versione giardinetta, denominata Kombi e la cui sigla interna era 309/9

La produzione riprese ad Eisenach il 5 marzo dello stesso anno, con alcune novità, tra cui l'innalzamento della potenza massima da 28 a 30 CV. Tale lieve incremento nascose modifiche ben più profonde in quanto fecero parte dell'aggiornamento anche un ridisegnamento della testata e migliorie al sistema di raffreddamento. Per quanto riguarda la gamma, si ebbero novità ancor più sostanziose: prima di tutto la denominazione ufficiale del modello mutò in EMW 309. In particolare, la berlina prese la sigla 309/1, mentre la cabriolet divenne 309/2. Un'altra importante novità fu l'arrivo della versione giardinetta, disponibile sia con carrozzeria interamente in lamiera (309/9), sia con parte posteriore rivestita in legno in stile Woodie (309/7). Infine, lo spostamento della produzione ad Eisenach fu l'occasione per apportare anche alcuni lievissimi aggiornamenti estetici, tra cui l'arrivo di un parabrezza in un unico pezzo anziché diviso in due. Ed ancora, il serbatoio fu portato da 30 a 40 litri di capacità.
Nel settembre del 1954 fu realizzato il primo dei 680 esemplari di cabrio-limousine (sigla: 309/3): realizzata presso la Karosseriewerk Meerane (attiva anche prima della guerra e che aveva collaborato già negli anni trenta con i marchi dell'Auto Union). Posta in vendita ad un prezzo alto (15.000 marchi della DDR), la 309/3 trovò la maggior parte degli acquirenti in Europa occidentale. Contemporaneamente fu commercializzata anche la versione con tettuccio apribile, anch'essa destinata ad un ruolo di nicchia nell'ambito della produzione totale.
La carriera commerciale della F9 o 309, che dir si voglia, proseguì fino al 1956, anno in cui fu tolta di produzione, sostituita dalla Wartburg 311.

### Le altre IFA F9

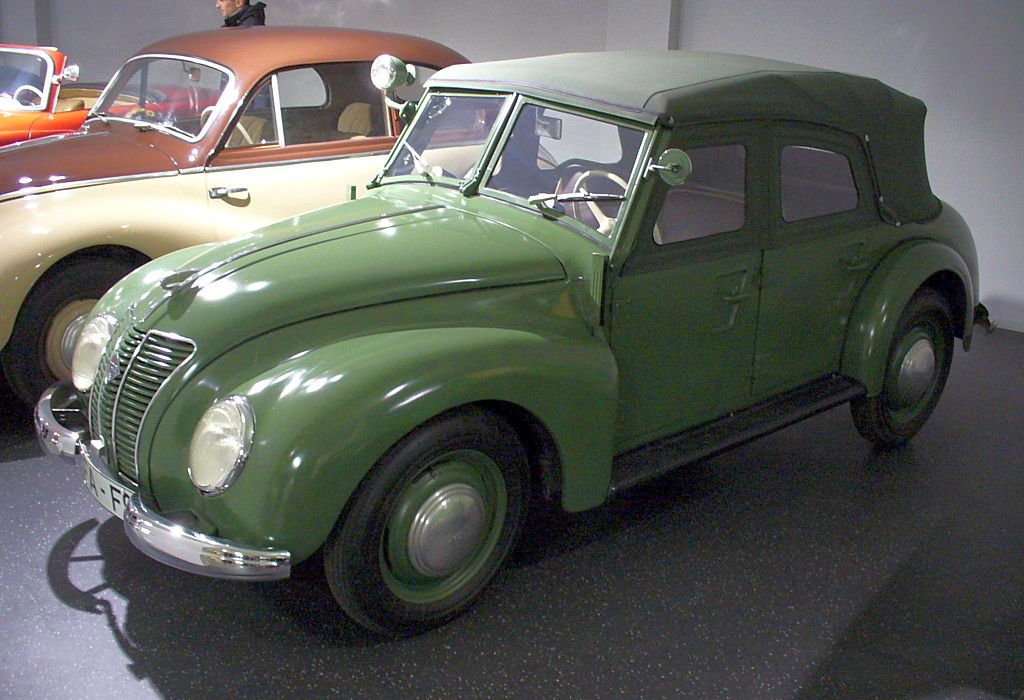
Una F9 Kübelwagen o 309/4

Quanto raccontato e descritto finora non ha tenuto conto di una produzione, in quantità marginali, di alcune versioni speciali. Per completezza, vale la pena spendere due righe a tale proposito: innanzitutto, quando al Salone di Lipsia del 1950 fu presentata per la prima volta la F9 definitiva, questo modello fu affiancato da un prototipo di roadster direttamente derivato dalla F9 di serie, ma che purtroppo non avrebbe mai raggiunto la produzione di serie e sarebbe rimasto pertanto un esemplare unico.
Della F9 furono approntati anche alcuni esemplari di veicolo militare da destinare alla polizia locale: tali esemplari, come la cabriolet, furono carrozzati a Dresda e differivano dalle altre F9, oltre che per la particolare carrozzeria specifica, anche per il fatto di avere quattro porte. Di fatto, fu l'unica F9 a poter vantare tale caratteristica. Quando la produzione fu trasferita ad Eisenach, questa versione prese la sigla di 309/4.
Con la sigla 309/5 si intendono invece le versioni commerciali, ossia pick-up e furgoncino, ma anche le versioni con telaio nudo da ricarrozzare. Anche queste versioni furono destinate ad essere prodotte in pochissimi esemplari e vennero carrozzate in una carrozzeria sita nella città di Halle.
Infine, con la sigla 309/6 furono indicate le versioni con guida a destra.